# Trifoszforsav
A trifoszforsav a foszforsav kondenzált formája, képlete H5P3O10.
A foszforsavak vegyületcsaládjában a pirofoszforsav (H4P2O7, más néven difoszforsav) után következő polifoszforsav.
Az ATP (adenozin-trifoszfát) a trifoszforsav egyik észtere.

## Fordítás
- Ez a szócikk részben vagy egészben  a   Triphosphoric acid című angol Wikipédia-szócikk ezen változatának fordításán alapul.  Az eredeti cikk szerkesztőit annak laptörténete sorolja fel. Ez a jelzés csupán a megfogalmazás eredetét és a szerzői jogokat jelzi, nem szolgál a cikkben szereplő információk forrásmegjelöléseként.